# Гласноу, Тайлер
Тайлер Аллен Гласноу (англ. Tyler Allen Glasnow, 23 августа 1993, Ньюхолл, Калифорния) — американский бейсболист, питчер клуба Главной лиги бейсбола «Тампа-Бэй Рейс».

## Карьера
Тайлер Гласноу родился 23 августа 1993 года в Калифорнии. В 2011 году он окончил старшую школу имени Уильяма Харта и был выбран клубом «Питтсбург Пайрэтс» в пятом раунде драфта. Тайлер отказался от спортивной стипендии Портлендского университета и подписал с командой контракт, получив бонус в размере 600 тысяч долларов.
В сезоне 2013 года он выступал за фарм-клуб «Питтсбурга» «Вест Вирджиния Пауэр», в составе которого одержал девять побед при трёх поражениях. По итогам чемпионата Тайлер получил приглашение на Матч всех звёзд Южно-Атлантической лиги, а также был признан лучшим стартовым питчером в командах системы «Пайрэтс». В 2014 году Гласноу получил эту награду второй сезон подряд и стал питчером года Флоридской лиги, в которой играл за «Брейдентон Мародерс».
В 2015 году Гласноу играл за клубы «Альтуна Керв» и «Индианаполис Индианс», проведя двадцать матчей в качестве стартового питчера. Сезон для него закончился досрочно из-за травмы ноги. Несмотря на это, сайт Baseball America по итогам сезона поставил Тайлера на первое место в рейтинге лучших молодых игроков «Пайрэтс». В составе «Индианс» он начал сезон 2016 года, показав в двадцати матчах пропускаемость 1,87. По ходу чемпионата Гласноу был переведён в основной состав «Питтсбурга» и дебютировал в Главной лиге бейсбола. Из-за травмы плеча за «Пайрэтс» он сыграл всего в четырёх матчах.
Сезон 2017 года сложился для Тайлера неоднозначно. Он уверенно играл за команду ААА-лиги, сделав сто сорок страйкаутов всего в девяносто трёх иннингах. В основном составе «Пайрэтс» Гласноу сыграл всего в пятнадцати матчах в роли реливера. Летом 2018 года «Питтсбург» отправил Гласноу и Остина Медоуза в «Тампу» в обмен на питчера Криса Арчера. В «Рейс» он вернулся в число питчеров стартовой ротации и удачно провёл концовку сезона.